# Ala este

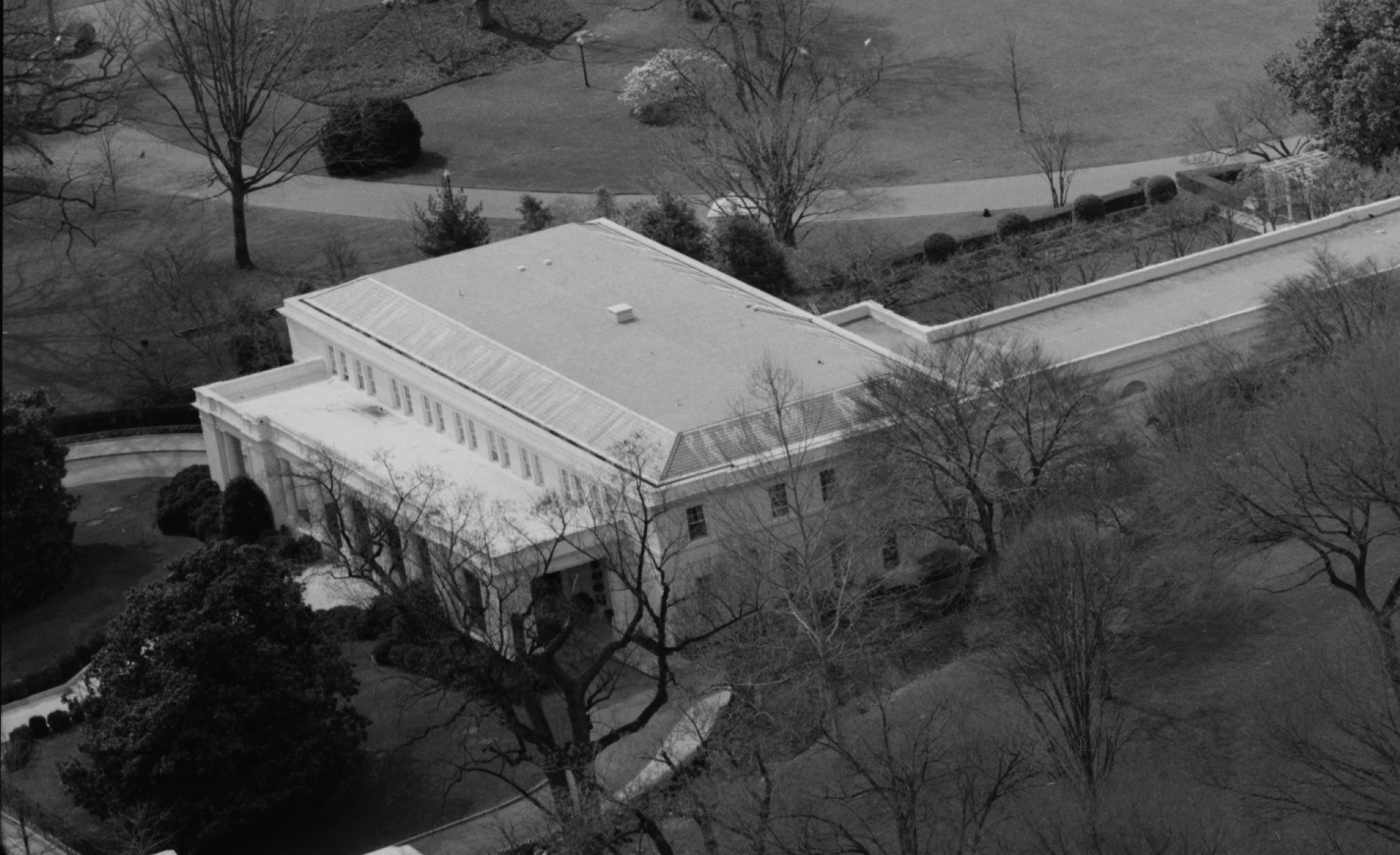
El ala este de la Casa Blanca en 1992.

El ala este es un componente del Complejo de la Casa Blanca, el centro de operaciones de la presidencia de Estados Unidos. El ala es una estructura de dos plantas al este de la Residencia Ejecutiva de la Casa Blanca, la vivienda del presidente de los Estados Unidos. En tanto que el ala oeste suele servir de base para el personal ejecutivo del presidente, el ala este funciona como espacio para las oficinas de la primera dama y su personal, constituido por la secretaria social de la Casa Blanca, la Oficina de Ilustraciones y Caligrafía y el personal de correspondencia, entre otros. El ala este incluye también la entrada para visitantes y la columnata este, un corredor que conecta el ala con la residencia. En el corredor se encuentra además el cine familiar de la Casa Blanca.
Los visitantes a la Casa Blanca suelen acceder a ella por el ala este a través de su vestíbulo, el cual exhibe retratos de los presidentes y las primeras damas que se extienden a lo largo de la columnata este, la Sala del jardín —que incluye una vista al jardín Jacqueline Kennedy— y el cine, hasta llegar al recibidor de visitantes. Se accede a la residencia por la planta baja.

## Historia
El presidente Jefferson mandó añadir terrazas con columnatas en ambos costados de la Casa Blanca, sin que estas constituyeran verdaderas alas. Bajo la administración Jackson, en 1834, se canalizaba agua corriente al edificio desde un manantial, bombeada hasta la terraza este por tuberías metálicas que atravesaban las paredes y sobresalían hacia dentro de las habitaciones. Al principio, el agua se utilizaba para lavar objetos, pero pronto se crearon cuartos de baño en la columnata este de la planta baja. Van Buren pidió la instalación de baños allí. La terraza este fue desmantelada en 1866. Durante muchos años, los terrenos al este de la Casa Blanca albergaron un invernadero.
La primera ala este, más pequeña que la actual, se construyó durante las renovaciones de Theodore Roosevelt, para que sirviese como entrada para visitantes formales y el público en general. El espacio se utilizó para acoger visitantes durante encuentros sociales de grandes dimensiones, en ocasiones en que era necesario alojar muchos automóviles y carruajes, así como abrigos y sombreros. Su característica principal era el largo guardarropa con espacios para los abrigos y sombreros de las damas y los caballeros.
El ala este, tal como existe en la actualidad, fue agregada a la Casa Blanca en 1942 sobre todo para ocultar la construcción de un búnker subterráneo, ahora conocido como el Centro Presidencial de Operaciones de Emergencia (PEOC, por sus siglas en inglés). En la misma época, el guardarropa de Theodore Roosevelt se transformó en el cine familiar. Posteriormente, se trasladaron al ala este las oficinas de correspondencia, de caligrafía y de la secretaria social. Eleanor Roosevelt contrató a la primera secretaria social.
Rosalynn Carter, en 1977, fue la primera primera dama en tener su oficina en el ala este. Hoy en día, la secretaria social prepara la totalidad de las invitaciones y la correspondencia por escrito de los eventos celebrados en la Casa Blanca.